# Revenge of the Dreamers II
Revenge of the Dreamers II è la seconda raccolta dell'etichetta discografica hip hop statunitense Dreamville Records e del rapper statunitense J. Cole, pubblicata nel 2015.

## Tracce
1. Folgers Crystals (J. Cole) – 2:23 – Elite, J. Cole
2. Night Job (Bas featuring J. Cole) – 3:13 – Cedric Brown, K-Quick, Gilmore (prod. agg.)
3. Backseat (Ari Lennox featuring Cozz) – 3:38 – DJ Grumble
4. Caged Bird (J. Cole featuring Omen) – 3:59 – Meez
5. 48 Laws (Omen featuring Donnie Trumpet) – 2:19 – Elite
6. Housewives (Bas) – 3:16 – Sounwave, Gilmore (prod. agg.)
7. Tabs (Cozz featuring Bas) – 3:46 – Meez
8. Still Slummin' (Lute) – 3:28 – J Dilla
9. Grow (Cozz featuring Correy C) – 4:17 – Meez

## Classifiche
| Classifica (2015)         | Posizione massima |
| ------------------------- | ----------------- |
| US Top Rap Albums         | 3                 |
| US Top R&B/Hip-Hop Albums | 4                 |